# Chalcis strigulosa
Chalcis strigulosa is een vliesvleugelig insect uit de familie bronswespen (Chalcididae). De wetenschappelijke naam is voor het eerst geldig gepubliceerd in 1881 door Costa.